# Georg Meyer (Politiker, 1889)
Georg Meyer (* 25. Mai 1889 in Berlin; † 21. April 1968 ebenda) war ein deutscher Politiker (SPD).
Georg Meyer besuchte eine Realschule und machte eine Lehre als Tischler und Architekt. 1907 trat er in die Gewerkschaft ein und arbeitete als Verwaltungsangestellter. Er wurde 1922 Mitglied der SPD, im folgenden Jahr wurde er stellvertretender Vorsitzender des Bundes der technischen Angestellten und Beamten (Butab). Mit der „Machtergreifung“ der Nationalsozialisten verlor er 1933 seine Stelle.
Nach dem Zweiten Weltkrieg wurde Meyer Angestellter im Berliner Bezirksamt Tiergarten. Mit dem plötzlichen Tod Ernst Reuters rückte zunächst Susanne Räder-Großmann im Oktober 1953 in das Abgeordnetenhaus von Berlin nach. Doch auf Wunsch des Vorsitzenden der SPD-Fraktion Franz Neumann legte sie ihr Mandat vier Wochen später nieder, wodurch Meyer nun Mitglied des Parlaments wurde. 1963 schied er aus Altersgründen aus.